# Énova
Énova (en valenciano y oficialmente l'Énova) es un municipio de la Comunidad Valenciana, España. Perteneciente a la provincia de Valencia, en la comarca de la Ribera Alta.

## Geografía

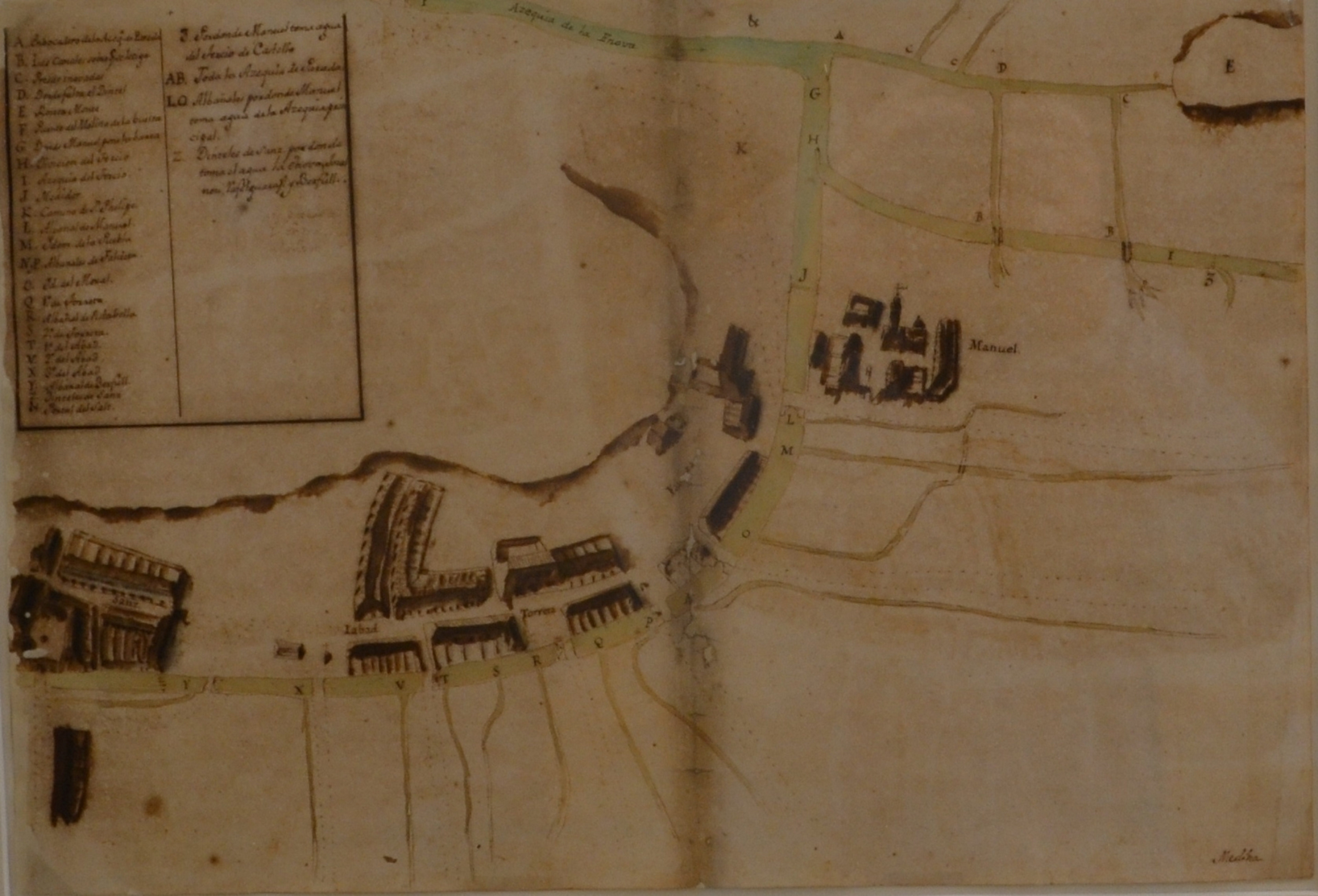
Plano de la Acequia Comuna de Énova (1730).

Énova se encuentra situada a 39°2′39″ latitud norte y 0°28′50″ longitud oeste. Su altitud es de 49 m.sobre el nivel del mar y se halla a 55 km de la ciudad de Valencia. El pueblo está situado en la falda de una montaña, a los pies de un monte poco elevado “La lloma del Baladre” y frente a un valle plantado principalmente de naranjos. El término municipal está a la derecha del río Albaida y tiene una extensión de 7,7 km2. Forma parte de la subcomarca del Baix Albaida.
La superficie del término es llana, a excepción de la zona sur donde se alzan las suaves ondulaciones en la Lloma del Baladre, Cabezo y monte Valiente. Hay un vértice geodésico de tercer orden en el Castellet (121 m). Drenan el término los barrancos del Poble, Llarg y Collado. Las tierras del término se riegan con la acequia Comuna de L'Ènova, que toma aguas del río Albaida, en término el de Játiva, y cuya antigüedad se remonta al siglo XIV. 
Tiene un clima templado y en primavera la temperatura es suave, caracterizada por el aroma de azahar de los naranjos. La superficie cultivada en regadío es de 406 hectáreas.

### Accesos
Desde Valencia, se accede a esta localidad a través de la A-7 tomando luego la CV-564 y a continuación la CV-562. También cuenta con estación de ferrocarril de la línea C-2 de Cercanías Valencia.

### Localidades limítrofes
El término municipal de Énova limita con las siguientes localidades:Barcheta, Játiva, Manuel, Puebla Larga, y Rafelguaraf, todas ellas de la provincia de Valencia.

## Historia
Los orígenes se remontan a la época romana, como se demuestra por los hallazgos arqueológicos en la zona. De su pasado histórico destacan restos de una antigua cantera romana, dos lápidas escritas en latín que se conservaban en la fachada de la iglesia y que aparecieron cerca del cementerio, y donde existe una Villa romana que data del siglo I a. C. al siglo V descubiertas por los trabajos de la línea férrea de alta velocidad. Esta villa perteneciente a la gens cornelia sería el centro de la explotación económica del lino y del uso de las pedreras que hay en la región. El fundador de la villa estaría relacionado por vínculos familiares con el gobernador de la por entonces denominada Saetabis. Esta residencia tuvo un nivel económico importante, puesto que contarían con diversos esclavos, algunos de los cuales manumitieron como la liberta Rhodine a la cual le hicieron una lápida tras su fallecimiento. Otra de las herencias de la villa romana son la calzada romana que conectaba las diferentes canteras de la zona.
Tras el abandono de la villa romana y con la conquista musulmana a principios del siglo VIII, toda la zona de la Enova tuvo un momento de crecimiento gracias al establecimiento de una serie de acequias, algo que marcara la actividad económica de la región hasta la actualidad, tras la llegada de Jaume I el Conquistador en 1240-42 en su avance hacia el sur, la zona fue conquistada y colonizada por numerosas familias de las cuales tenemos algunos rastros documentales en el Llibre de Repartiments un documento que muestra que la idea del rey aragonés tenía ya planeado hacer una población nueva que serviría de base al actual municipio llamado entonces Enova de los cristianos aunque gran parte de esos primeros habitantes abandonarían al poco el territorio de Enova debido a la falta de raigambre y estabilidad política siendo sustituidos por nuevas tandas de colonos catalanoaragoneses que tenían una mayor tradición agraria, respecto a esta conquista la leyenda dice que fue el propio rey quien trajo a la iglesia la Virgen de Gracia, a la cual se dedican las fiestas mayores que se realizan en septiembre. Desde un principio la localidad de Enova estuvo unida a la cercana ciudad de Xativa, ya que desde 1250, muy poco tiempo después de la conquista, Enova al igual que otras poblaciones del entorno sería incluida dentro del territorio que abarcaba el realengo de Xativa. Lo que restaba del siglo XIII y parte del XIV serían tiempos de bonanza, entre otros motivos por la revitalización de las pedreras de la zona por la construcción de iglesias góticas a lo largo y ancho de la comarca de la Ribera Alta., también se puede ver esto en la construcción de nuevas acequias o nuevos molinos. Aunque esto se acabaría hacia la mitad del siglo XIV, cuando coincidieron en pocos años un cambio climático que supuso un ligero enfriamiento, y por la Guerra de la Unión, dentro de la cual hubo una gran batalla que se desarrolló en el municipio vecino de La Pobla Llarga, y la primera gran peste, la conocida como Peste negra. Dicho conflicto supuso también una pérdida de derechos para los vecinos de Enova por haber apoyado al bando perdedor. Con la llegada del siglo de oro valenciano y coincidiendo con las campañas de Alfonso el Magnanimo en Italia algunos caballeros como Pere Ferrer prosperaron social y económicamente esto hizo que cuando regresaron a sus propiedades, como la propia Sanç quisieron rehabilitar y situarlas a su nuevo estatus, esto hizo que Énova viviera también su propio momento de esplendor arquitectónico, gracias a la construcción de un palacio, el conocido como palacio de los Ferrer, así como un arco renacentista aunque también fue un periodo de depresión para el pueblo sobre todo debido a la emigración y las epidemias como la de peste bubónica que aconteció en 1475.
La Edad Moderna fue un periodo convulso para el reino de Valencia, ya que no solo se vivió las germanías si no también la guerra de sucesión que llevó a la pérdida de los fueros que había establecido Jaume I. Por su proximidad con Xàtiva una ciudad que fue protagonista en ambos procesos históricos, la población de Énova no estuvo aislada de esos acontecimientos sino que participó de ambos conflictos, no solo mandando voluntarios y acogiendo después de la destrucción de Xativa a numerosos refugiados si no también siendo saqueada en ambos conflictos, en las germanías por musulmanes de la vecina Sanç aunque estos sobre todo se centraron en la destrucción y saqueo de imágenes de la iglesia aunque una vez llegó la noticia a la Germanía de Xativa hubo una fuerte respuesta con bautizos forzosos, saqueos y humillaciones contra la población musulmana del entorno del llano de Enova siendo la principal perjudicada la localidad de Sanç cuya población era mayoritariamente morisca, y por tropas francesas durante el conflicto sucesorio, aunque sería la iglesia del pueblo la más afectada por dicho ataque el resto de la localidad no se libraría del ataque y saqueo. Pero no solo eso sería lo que marcaría el desarrollo histórico de la localidad de Énova, hay otro hecho que fue sumamente influyente, la expulsión de los moriscos a principios del siglo XVII por orden del rey Felipe III ya que una gran parte del llano de Enova estaba habitada por moriscos, esto supuso un golpe importante para la región a todos los niveles, empezando por el descenso demográfico, y la crisis agrícola por la falta de mano de obra. En el caso de Enova la pérdida poblacional no fue tanto por los moriscos expulsados si no por la emigración de los vecinos más pobres ante ofertas de tierras y casas expropiadas o abandonados lo que les prometía una mejor condición de vida que la que tenían en su pueblo natal. El municipio no solo se vería afectado por dichos conflictos si no también por crisis sanitarias como la de la gran epidemia de peste bubónica que se desarrolló entre 1647 y 1648, no sería la única puesto que en 1756 habría una plaga casi bíblica de langostas y un terremoto en 1748. Sería a finales del siglo XVIII cuando el famoso botánico Cavanilles visito el pueblo, denunciando en su obra las malas condiciones higiénicas y la miseria económica de los habitantes debido a los cultivos de arroz y el agua estancada que se necesita para este producto.
En cuanto a la etapa contemporánea, y a pesar de su anexión con la vecina localidad de Sans, Énova ha sido un municipio que no ha contado con un gran desarrollo económico, lo cual llevó a la inmigración a diversos de sus habitantes a principios del siglo XX perdiendo así una parte importante de la mano de obra y de la población más joven, destaca también la construcción del ferrocarril lo que aumenta las comunicaciones tanto con los municipios del entorno como con la capital de la provincia. Al inicio del siglo XIX y en pleno conflicto con Francia tras la invasión de España, Enova volvió a estar en el centro del asunto formando junto a otros municipios de la zona una guerrilla aunque la región acabaría siendo conquistada igualmente pero seguiría formando parte de los esfuerzos bélicos reuniendo aportaciones para el mantenimiento del ejército antinapoleonico. No sería el único momento en el que vecinos enovenses toman las armas para defender sus ideales, años más tarde durante el trienio liberal se presentarían para luchar contra los cien mil hijos de San Luis en forma de milicia local, el resultado sería también negativo, aunque no solo se situarían del lado liberal, también habría fuerzas realistas o absolutistas en Enova que resurgirían tras el retorno al absolutismo en 1823. En lo que resta de siglo XIX Enova se vería afectada por los diversos cambios de gobierno y de constitución sobre todo en lo referente a cuantos vecinos tenían derecho a votar, aunque el mayor cambio llegaría en 1869 con la anexión de Sanç al municipio de Enova algo que llevaba mucho tiempo en la mente de la gente de ambos pueblos.

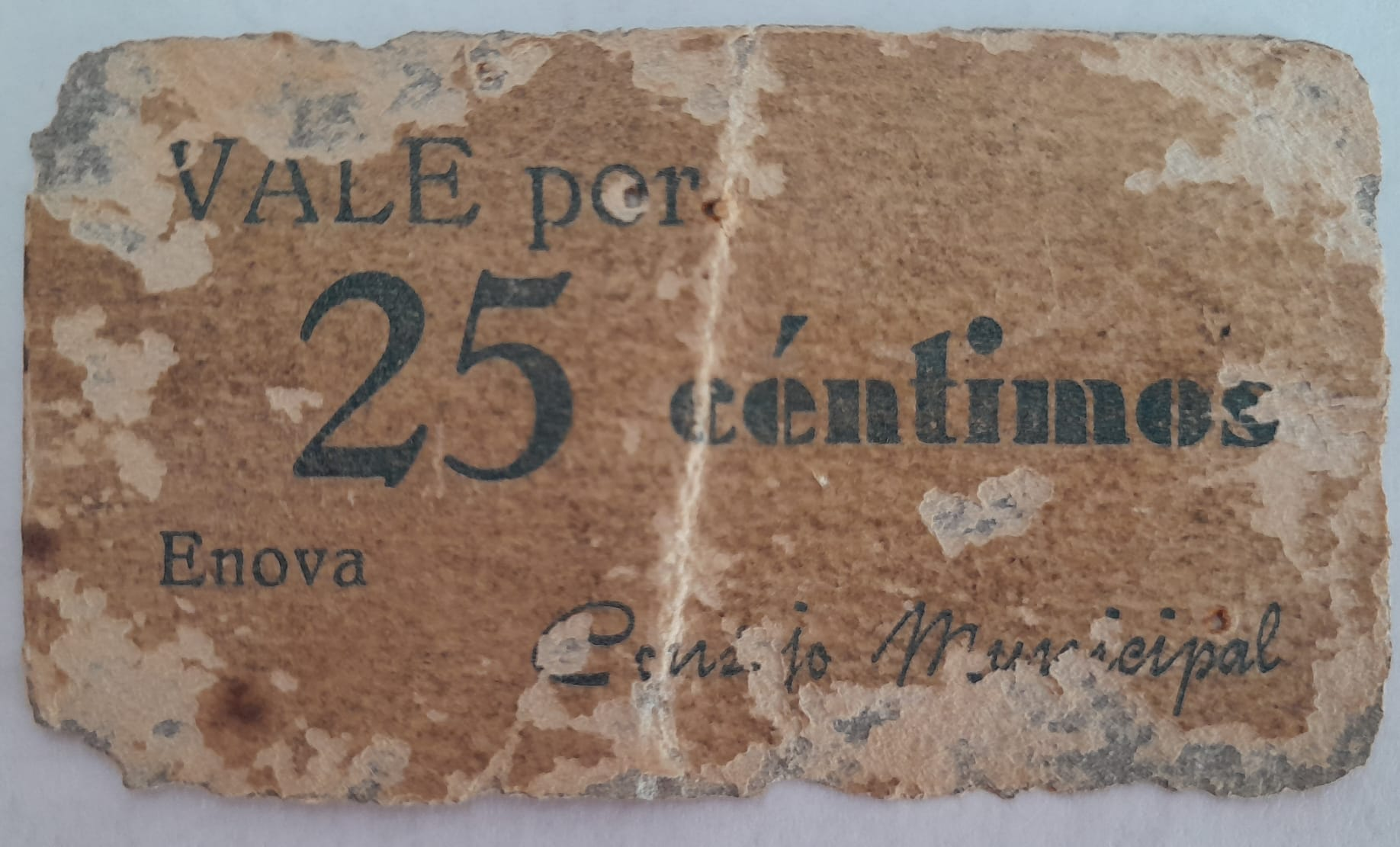
Billete emitido por el consejo municipal de Enova durante la contienda civil 1936-1939

Énova también se vio inmersa en la contienda civil que tuvo lugar tras el levantamiento militar del 18 de julio de 1936, ya que durante la década de los años 1930 había habido una fuerte actividad de diferentes asociaciones izquierdistas, tanto de sindicatos como de partidos políticos, siendo también receptora de numerosos refugiados que huían del avance del ejército franquista. El desarrollo del conflicto bélico en Énova no difiere mucho de la de otros puntos del territorio valenciano, bien pronto se organizó un comité antifascista que en el 37 se reconvertiría en el consejo municipal, un espacio en el que estarían representadas las diferentes fuerzas políticas, que podría ser equiparable al gobierno municipal pues varios de los miembros, entre ellos el propio alcalde la conformaban, principalmente las acciones realizadas por el comité antifascista y por los milicianos locales se pueden englobar en dos cuestiones, por un lado una serie de ataques iconoclastas unido a expropiaciones de centros y edificios religiosos como el intento de convertir la iglesia en un casino socialista, por otro lado hubo una intensa campaña de expropiación y colectivización de tierras de algunos vecinos, aunque también de propiedades privadas o así se indica en el expediente de la causa general relativo al propio pueblo de Enova; aunque algunas de esas colectivizaciones se debió a las necesidades surgidas de la guerra y el acogimiento de refugiados, sobre todo de Badajoz y Córdoba fruto de esas necesidades fue la emisión de vales hechos por el consejo municipal ante la falta de circulación de moneda oficial. Padeció también los bombardeos de la aviación fascista italiana en la estación ferroviaria que se comparte con Manuel y también de los que hubo en la cercana ciudad de Játiva. El resultado de todo esto es que al poco de acabar el conflicto diversos vecinos fueron detenidos y encarcelados por su participación política bien en la segunda república bien en la propia guerra civil siendo acusados del delito de auxilio a la rebelión, ya que aquellos que habían permanecido fieles al gobierno legitimo de la república fueron considerados criminales por ello, aunque la mayoría de ellos acabarían obteniendo la libertad condicional y regresando a su pueblo natal, tal y como indican los archivos municipales.
Fue también en Énova donde apareció la variedad de naranjas "salustianas" en el huerto propiedad de Salustiano a finales de los años 40.

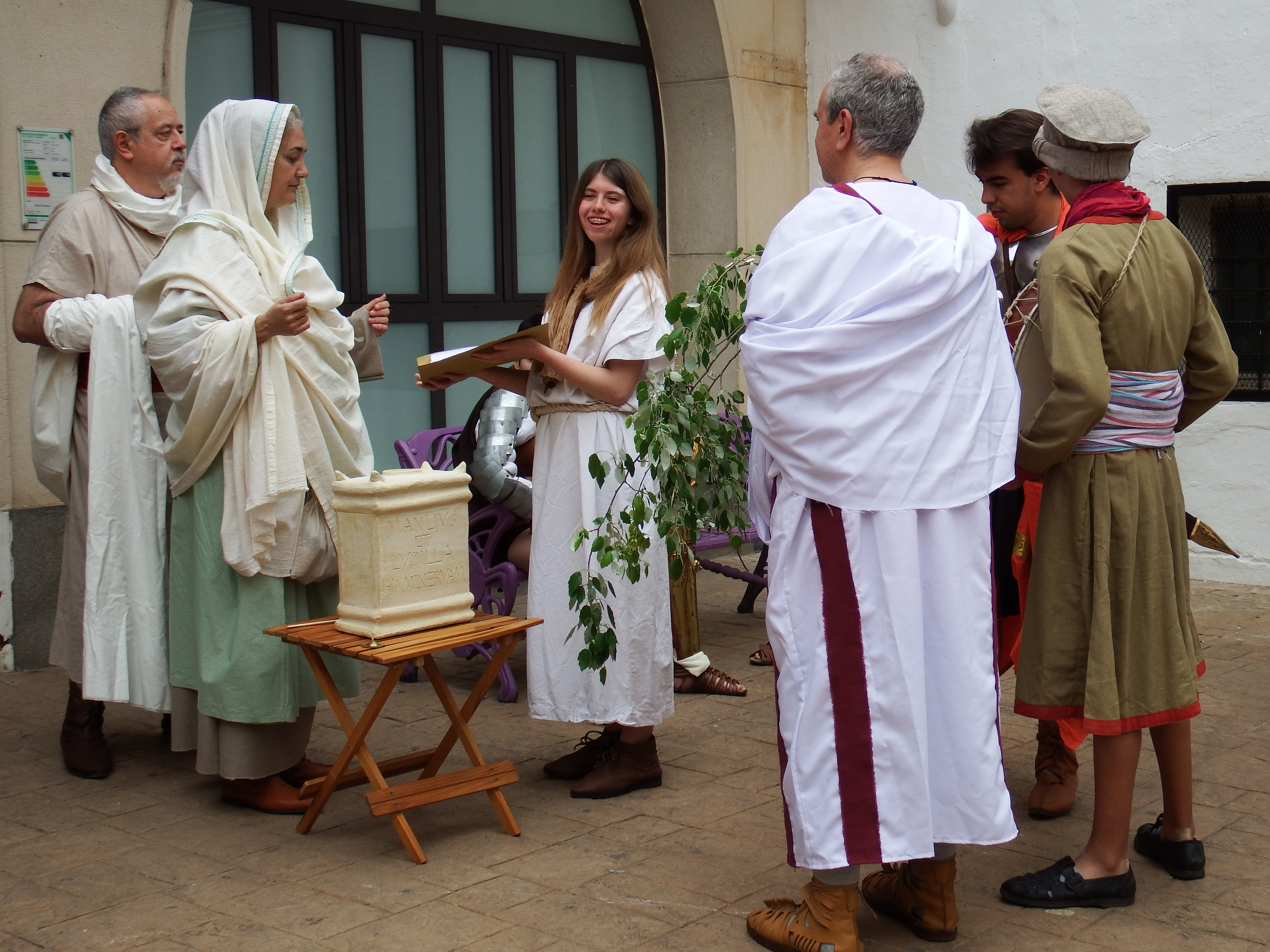
Fira Terra Iuniana III

En la etapa democrática surgida de la transición española, cabe destacar la creación o permanencia de diversas asociaciones culturales y deportivas, además de la reivindicación de la protección de los restos materiales asociados a la villa romana que estuvieron en peligro por la construcción de las vías de alta velocidad que unían Madrid con Valencia, y la reivindicación de ese pasado romano a través de iniciativas como la de Terra Iuniana, una feria en la que se recrean diversas actividades cotidianas que realizarían esos antepasados lejanos.

## Demografía
Énova cuenta con una población de 924 habitantes (INE 2024).
| Gráfica de evolución demográfica de Énova entre 1842 y 2021 |
| |
| Población de derecho según los censos de población del INE Población de hecho según los censos de población del INEEn 1877 crece el término del municipio porque incorpora a Sanz |

## Economía
Enova ha sido al igual que muchos otros municipios de la región valenciana, una tierra de agricultores, tanto es así que durante la presencia musulmana hasta la conquista aragonesa el territorio estaba articulado a través de alquerías árabes, siendo estas las que supondrían la base para la articulación cristiana, quienes tendrían un relevo en los colonos que llegaron tras la conquista del rey Jaume I, de una primera oleada más centrada en la obtención del botín bélico por una segunda más preocupada por la agricultura y la subsistencia. Su economía por tanto ha estado basada tradicionalmente en la agricultura, donde predominan los cultivos de regadío, agrios y hortalizas, y también predominan los cultivos de secano dedicados a olivos y almendros. Además, Énova tiene 334 hectáreas de montes que se aprovechaban para pastos. Hace algún tiempo había extensas plantaciones de arroz y numerosas cabezas de ganado, pero actualmente ya no existen, esos cultivos de arroz aunque eran la principal actividad económica del municipio también eran un gran peligro para los habitantes del mismo ya que causaba gran mortandad debido a las fiebres terciarias surgidas por el agua estancada propia de los arrozales, a la mortandad se le añadiría las malas condiciones economicosociales de la población algo que también se describe en el diccionario geográfico de 1845, llegándose en aquellos tiempos a plantearse la prohibición de este cultivo "...por los horribles estragos" que causaba en la población. Aunque la agricultura era la principal actividad económica del municipio, a lo largo de la historia del mismo se arrastro un problema endémico, la propiedad de las tierras mayormente estaba en manos de gente que no era el pueblo, y o bien residían en Xativa o en Valencia, unos propietarios que se dedicaban a arrendar las mismas a los vecinos de Énova que si las ponían en cultivo y las trabajaban puesto que no tenían otro medio de subsistencia. La agricultura además no solo fue el medio de subsistencia para gran parte de los vecinos a lo largo de la existencia del municipio sino que supuso también toda una fuente de conflictividad social a lo largo fundamentalmente de los siglos XIX y XX, donde destacan la elaboración de sociedades agrícolas de propietarios como la 'Sociedad del Porvenir'. o ya en tiempos de la guerra civil española el gobierno local socialista pondría en marcha la 'Sociedad cooperativa popular Largo Caballero' que se ocuparía de las colectivizaciones, incautaciones que se dieron durante el periodo bélico.
Asociado a la agricultura tenemos uno de los elementos más reconocibles del patrimonio enovero: la acequia comuna de Énova, que no solo recorre la localidad que le da nombre sino que recorre algunos municipios vecinos como Manuel, Rafelguaraf, la Pobla Llarga, esto no solo marcaría la economía si no también la geografía de la zona. Este uso compartido de la acequia conllevaba la necesidad de una organización para lidiar con los posibles conflictos, organizar los horarios y calendario de uso de la misma, etc. Para este fin se llevaban a cabo juntas particulares en las que dirimían todos estos asuntos, reuniones que se daban en el lugar donde en el siglo XIX se alzaría la Casa de la Comuna, la sede social de la Acequia comuna de Énova. Otro elemento de la infraestructura de la acequia enovera son los molinos, dentro de la propia localidad de Énova hubo 3: el molino de Sanz que estaba situado en la propia acequia de la localidad homónima este molino fue fundado gracias a un privilegio real otorgado por Pedro el Ceremonioso en 1348 aunque sería reconstruido un siglo más tarde por el señor de Sanz, Pere Ferrer, en segundo lugar el molino de Mola situado en la acequia de Berfull teniendo una de las funciones principales la de blanquear el arroz, en tercer y último lugar, estaba el molino de Énova, situado e la huerta de la Fesa, tanto por su tamaño como por su importancia económica es el mayor de los tres molinos, no se sabe a ciencia cierta su época de fundación pero hay rastros documentales del siglo XVIII que hablan de su funcionamiento.
Énova además cuenta con unos montes muy ricos en hierbas aromáticas y otras plantas, siendo muy abundante también el esparto, un material que aun simple en apariencia servía y sirve para usos muy diversos, se pueden confeccionar alpargatas, capazos para los trabajos de la huerta, cuerdas, etc.

## Administración y política
| Periodo   | Nombre                      | Partido          |
| --------- | --------------------------- | ---------------- |
| 1979-1983 | José Cerda Sanchis          | PSPV-PSOE        |
| 1983-1987 | Felipe Cerda Sanchis        | PSPV-PSOE        |
| 1987-1991 | José Ramón Navarro          | Unión Valenciana |
| 1991-1995 | Vicente Ros-Antonio Tormo   | PSPV-PSOE        |
| 1995-1999 | José Ramón Navarro          | Unión Valenciana |
| 1999-2003 | Francisco Ordiñana Martínez | PSPV-PSOE        |
| 2003-2007 | Francisco Ordiñana Martínez | PSPV-PSOE        |
| 2007-2011 | Francisco Ordiñana Martínez | PSPV-PSOE        |
| 2011-2015 | Francisco Ordiñana Martínez | PSPV-PSOE        |
| 2015-2019 | Tomás Giner Esparza         | PSPV-PSOE        |
| 2019-2023 | Tomás Giner Esparza         | PSPV-PSOE        |
| 2023-act. | Tomás Giner Esparza         | PSPV-PSOE        |

## Patrimonio
- Iglesia parroquial. Iglesia principal de Enova, fue una vez mezquita reconvertida en tiempos de Jaume I cuando este según cuenta la leyenda, depósito la virgen a la que esta consagrada la iglesia: la Virgen de Gracia. En ella se encuentra una imagen de la Virgen de mármol policromado.
- Capilla de la Aurora. Situada en la calle mayor en el n.º 24, con un pequeño patio en su entrada alberga la imagen en el interior.
- Ermita de San José. Edificada sobre una antigua mezquita y una iglesia a finales del siglo XIX y restaurada en 1987.
- Ermita del calvario. Ermita iniciada en el siglo XIX aunque no fue terminada, de planta en cruz latina se sitúa sobre una loma, a la que se accede a través de un camino zigzagueante que forma un vía crucis con casalicios de piedra labrada que marcan las estaciones flanqueados por cipreses, desde su emplazamiento se disfruta de una excelente vista de la localidad y parte de la comarca.
- Asilo de San José. Institución religiosa creada a raíz del testamento benéfico de una vecina del pueblo que dio pie a un asilo de ancianos y a una escuela religiosa. Esta proyectado su uso por parte del consistorio como museo etnológico.
- Palacio de los Ferrer. Edificio tardogotico o flamigero, propiedad de la familia Ferrer, caballeros al servicio de Alfonso el Magnanimo y señores del barrio de Sanz (Énova), que por aquel entonces era un municipio independiente.
- Villa Cornelius. Villa romana propiedad de la gens Cornelia durante los siglo I a.c-V a.c. Era el centro neurálgico de la industria del lino y la cantereria de la zona.
- Casa comuna de la Acequia de Énova. Edificio de origen decimonónico que acogió la antigua institución foral que unía a los regantes de la acequia de Énova. Su uso a inicios del siglo XXI es como archivo de la acequia de Énova.

## Fiestas locales
- Fiesta de la Divina Aurora. La última semana de julio celebra sus fiestas dedicadas a Nuestra Señora de la Aurora también conocida como la Divina Aurora, patrona de los jóvenes con actividades como verbenas, procesiones, traslado de la Aurora acompañada de cohetes.
- Fiestas Mayores. Celebra sus fiestas patronales la primera semana y segunda semana de septiembre a la Virgen de Gracia, San Felipe Neri y Santísimo Cristo de la salud con verbenas y procesiones; las festividades se celebran los días, 8 de septiembre, el 9 y el 10. El 8 el Cristo de la Salud, el 9 la Virgen de Gracia y el 10 San Felipe Neri.

## Personas notables
Facundo Bellver Castelló, Canónigo de la Catedral de Valencia.
Enric Matalí i Timoneda (Valencia, 1903-1984), cronista oficial de la villa desde 1958.